# Планенгерд
Планенгерд — пристрій для промивання і гравітаційного збагачення корисних копалин.  Герд, який призначений для промивки надтонких класів крупності корисних копалин.

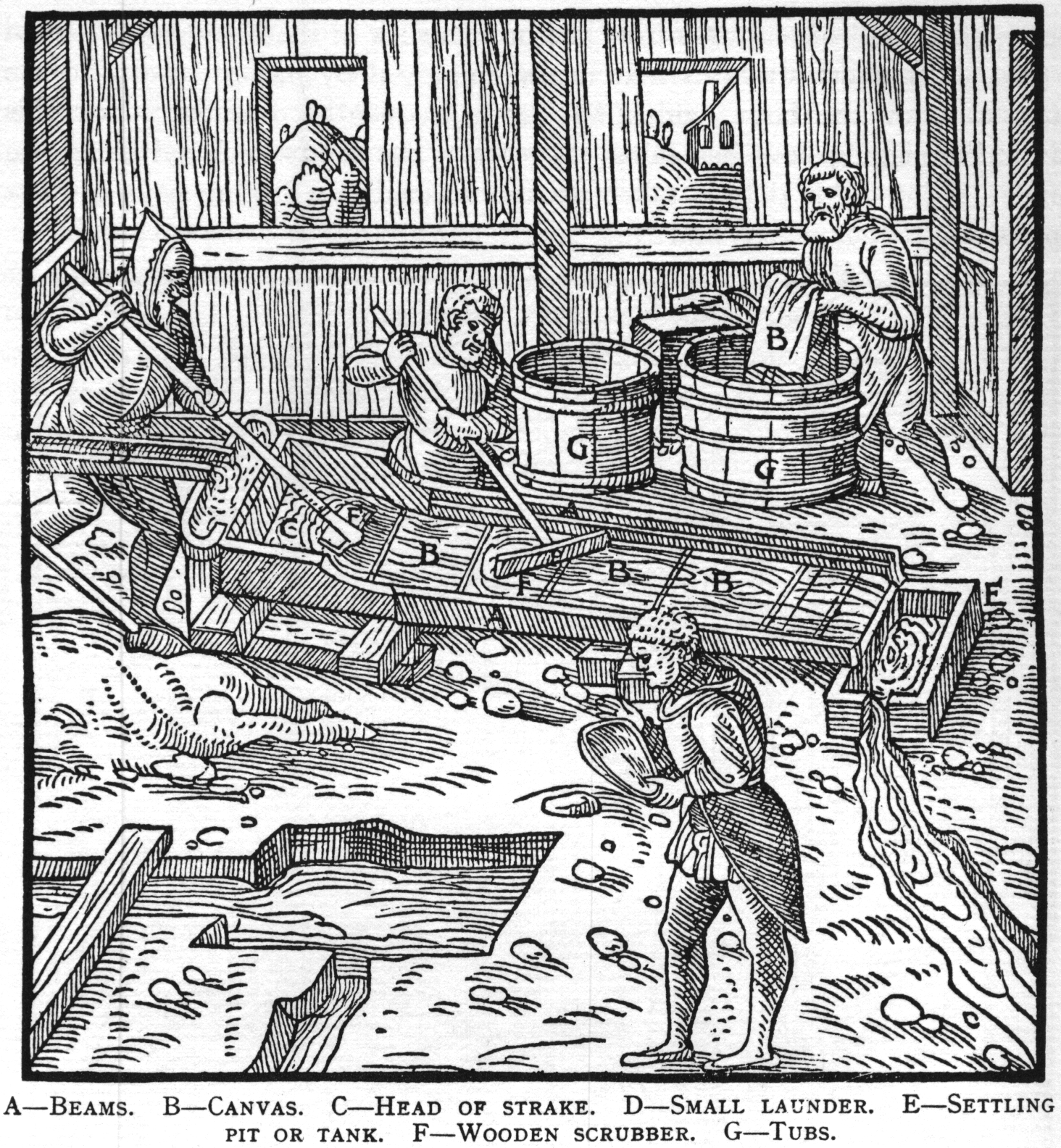
Планегерд

Ось як описує конструкцію планенгерда De Re Metallica (Георг Агрікола, 1556 р.):
«Планенгерд, тобто герд, покритий розстеленими полотнами, влаштовується в такий спосіб. Встановлюються похило дві колоди довжиною 18 футів, шириною 1/2 фута і товщиною 3/4 фута. Передня половина кожного з них має виїмку, щоб в ці виїмки можна було вправити кінці дощок, так як дно герда складається з дощок довжиною 3 фути, покладених поперек, впритул одна до іншої. Половина кожної з колод є суцільною, тобто не має виїмок, і на 1/4 фута вище дощок так, щоб вода, що стікає, не витікала по боках, але текла прямо. Також і верх герда розташований вище іншої його частини і має похил, для того щоб вода могла стікати. Весь герд вистилається шістьма натягнутим полотном, яке притиснуте рейками. Перше полотно займає нижнє місце, на нього накладається інше таким чином, щоб вони перекривалися, подібним же чином накладається третє на друге і т. д.; бо якби полотна розташовувалися у зворотному порядку, що стікаюча вода вганяла б рудний дріб'язок або олов'яну крупу під полотна, і вся праця промивання руди пропадала б даром. Після того як полотна розстелені описаним чином, хлопчики або дорослі чоловіки накладають рудний дріб'язок або олов'яну крупу, змішані зі шламом, на верх герда, відкривають маленький жолобок і пускають в нього воду. Після цього вони збовтують гребками рудний дріб'язок або олов'яну крупу, поки потік води їх не зносить на полотна. Потім цими ж гребками вони легенько проводять по полотнинах, поки шлам не виливається в бак або поперечний жолоб. Коли ж на ряднах від шламу нічого не залишилося або залишилося його трохи, причому лише рудний дріб'язок або олов'яна крупа, вони знімають ці полотна і прополіскують їх в підставленій поруч діжці, на дні якої цей дрібний матеріал і осідає. Після цього вони відразу ж відновлюють ту ж роботу. Нарешті, вони виливають воду з діжки і збирають рудний дріб'язок або олов'яну крупу. У разі, якщо цей рудний дріб'язок або олов'яна крупа, зісковзнувши з полотна, застряють в баку або в поперечному жолобі, вони знову перемивають шлам.»
У Юлійських і Ретійських Альпах, а також у Карпатах планенгерд має дещо іншу конструкцію. За Г.Агріколою він "складається з товстої й широкої дошки, яка може бути піднята й поставлена прямо й до якої прибиті борти. У цій дошці видовбано багато ямок, схожих за величиною й за формою на чарки, в яких поміщають яйця. На дні цих ямок, своєю чергою, видовбані капсули, які приймають частинки золота або срібла. Коли ямки майже заповнюються, дошку ставлять на бік, щоб шліх випав у велике корито, а ямки промивають у кориті й окремо промивають також те, що осіло на полотні. Згадане промивне корито в два пальця глибиною має гладку поверхню й схоже за зовнішнім виглядом на крихітне суденце; спереду воно ширше, ззаду звужується, а посередині продовбана поперечна борозенка, в якій і осідають очищені частинки золота або срібла та з якої легші піщинки спливають з водою".